# Computo
Computo是一个拉丁语词汇，在古代法律（archaic law）系统中，computo是一种令状（writ），其效力可以强迫一个人交出账目。它是针对下列人员制定和执行的：
- 第二遗嘱执行人（executors of executors）；
- 继承人的监护人，对继承人在未成年时（未到法定年龄段）所做的或所遭受的重大破损等浪费进行赔偿；
- 法警；
- 内侍；
- 接受者[4]。

## 文献资料
1. ↑  Samuel Johnson. . 1822: 6–.
2. ↑  Arthur English. . Beard Books. 2000: 116–  [2020-07-24]. ISBN 978-1-58798-066-4. （原始内容存档于2020-07-28）.
3. ↑  John Ogilvie. . Blackie and Son. 1863: 395–  [2020-07-24]. （原始内容存档于2020-08-12）.
4. ↑  Samuel Roberts. . J. Kay, jun. & brother. 1847: 9–.